# Санг Йонг Тиволи
Tivoli е автомобил от клас мини SUV, произведен от южнокорейския SUV специалист SsangYong Motor Company. Моделът носи името на романтичния италиански курортен град Тиволи, провинция Лацио, а слоганът ILOVIT, с който се рекламира, е находчива анаграма на името на модела, чиято оригиналност се състои в „огледалния прочит“ на TIVOLI.
Разработката и предпроизводствените изпитания на Tivoli продължават три години преди моделът да бъде официално обявен като прототип с кодовото име X100. Стиловият концепт е дело на италианското дизайнерско бюро IDEA Institute. Серийно моделът е пуснат първо в родната си Корея през януари 2015 г., но първоначално с ограничен набор от оборудване – само с бензинов двигател, механична скоростна кутия и предно задвижване. В рамките на 2015 г. Tivoli получава европейска хомологация, нов дизелов двигател с максимален въртящ момент от 300 Нм/1500 – 2500 об./мин., автоматична скоростна кутия и пълноприводна трансмисия. За 2016 година е предвидена и удължена версия на Тиволи с кодово име XLV, която се очаква да излезе на пазара през май 2016 г.
Към настоящия момент[ неясно? ] Tivoli може да се поръча, по желание на клиента, с 1.6-литров бензинов двигател (128 к.с.) или с 1.6-литров дизелов двигател (115 к.с.). Задвижването може да е само на предните колела или 4х4, а при скоростните кутии изборът е между 6-степенна механична и 6-степенна автоматична скоростна кутия AISIN. Всички версии на Тиволи, продавани на територията на ЕС, отговарят на европейския екологичен стандарт Euro VI.
В България цената на Tivoli започва от 29'600 лв. с ДДС за версията с предно предаване и 6-степенна механична скоростна кутия. Гаранцията на автомобила е 8 години или 150 000 км (което събитие настъпи първо).

## Галерия
- Официално представяне на Tivoli в България на Aвтомобилен салон София 2015
- Tivoli на Aвтомобилен салон София 2015, заедно с логото и слогана на модела: TIVOLI ILOVIT
- Tivoli на Aвтомобилен салон София 2015, заедно с логото и слогана на модела: TIVOLI ILOVIT
- Tivoli diesel впечатли автомобилните журналисти с въртящия момент от 300 Нютонметра при 1500 – 2500 об./мин.